# 裁判官の報酬等に関する法律
裁判官の報酬等に関する法律（さいばんかんのほうしゅうとうにかんするほうりつ、昭和23年7月1日法律第75号）は、裁判官（最高裁判所長官、最高裁判所判事、高等裁判所長官、判事、判事補、簡易裁判所判事）の受ける報酬、手当等の支給に関する法律である。
報酬の月額等は、この法律の別表に定められている。
なお、裁判官の報酬以外の給与（手当）は、最高裁判所規則である「裁判官の報酬以外の給与に関する規則」（2017年最高裁判所規則第1号）に基づいて支給され、初任給調整手当、期末手当、地域手当等、一般公務員とほぼ同じ手当ての適用対象となる。なお裁判官の報酬以外の給与に関する規則は、それまで手当てごとに別々の規則であったものを統合したものであり、2017年から手当の支給が開始されたものではない。

## 沿革
明治憲法下の裁判所は、1890年施行の裁判所構成法に基づき司法省の管轄下にあり、等級や給与額は勅令の判事検事等俸給令で定められていた。1899年の改正法によれば、裁判官と検察官の等級はそれぞれ勅任1〜4等級、奏任1〜12等級の16種類となっており、給与は年俸で勅任1級の大審院院長が5000円、奏任12等級が600円であった。なおイタリアやフランスでは判事に附与される等級は、当時も5段階に留まっており、日本ほど等級種別の多い制度は独特である。
戦後の司法制度が策定されるに当たり、帝国議会貴族院の裁判所法案委員会では、英米法学者の議員高柳賢三が、司法尊重の趣旨を考えれば裁判官の報酬規定については格差を減じるべきである旨を意見し、アメリカ合衆国では最高裁判事と普通の裁判官の報酬にはそれほどの差はないことを述べたが、弁護士であり民間人閣僚の司法大臣木村篤太郎はこれに反対した。このことから裁判所の中での激しい報酬格差はほぼ維持されることとなり、同時に全ての事件の終審を最高裁判所とする制度も維持された。
1947年4月17日、第92回帝国議会で、「裁判官の報酬等の応急的措置に関する法律」が成立。同法は第1回及び第2回国会において効力が延長されたが、1947年の1年間には103名の裁判官が退職し裁判所の欠員は310名に上った。また同法施行と同日の5月3日、日本国憲法は、裁判官の給与は在任中減額することができないことを規定した（80条2項）。次いで闇米を拒絶して餓死した山口良忠判事の死亡を背景に、報酬引きあげが検討された。
さらに、最高裁判所は年度末の1948年3月31日、最高裁判所規則として独自に「裁判官報酬等に関する暫定規則」（昭和23年規則第2号）を定めた。
日本社会党の法務大臣鈴木義男は、第2回国会で5月1日、裁判官報酬を当時の公務員の平均給与額2920円の基準とする「裁判官の報酬等に関する法律」案を提出し、同法が7月1日に成立。重ねて5日後の7月6日には「昭和23年6月以降の判事等の報酬等に関する法律」（昭和23年7月6日法律第96号）が可決し、12月23日の「裁判官の報酬等に関する法律」の改正により廃止されるまで効力を保った。

## 近年の改正
| 裁判官報酬（月額） | 裁判官報酬（月額） | 裁判官報酬（月額） |
| ------------------ | ------------------ | ------------------ |
| （等級）           | （円）             |                    |
| 最高裁長官         | 2,010,000          |                    |
| 最高裁判事         | 1,466,000          |                    |
| 東京高裁長官       | 1,406,000          |                    |
| 他の高裁長官       | 1,302,000          |                    |
| 判事1号            | 1,175,000          |                    |
| 同2号              | 1,035,000          |                    |
| 同3号              | 965,000            |                    |
| 同4号              | 818,000            |                    |
| 同5号              | 706,000            |                    |
| 同6号              | 634,000            |                    |
| 同7号              | 574,000            |                    |
| 同8号              | 516,000            |                    |
| 判事補1号          | 421,500            |                    |
| 同2号              | 387,800            |                    |
| 同3号              | 364,900            |                    |
| 同4号              | 341,600            |                    |
| 同5号              | 319,800            |                    |
| 同6号              | 304,700            |                    |
| 同7号              | 287,500            |                    |
| 同8号              | 277,300            |                    |
| 同9号              | 255,100            |                    |
| 同10号             | 246,200            |                    |
| 同11号             | 239,400            |                    |
| 同12号             | 233,400            |                    |
| 簡裁判事1号        | 818,000            |                    |
| 同2号              | 706,000            |                    |
| 同3号              | 634,000            |                    |
| 同4号              | 574,000            |                    |
| 同5号              | 438,500            |                    |
| 同6号              | 421,500            |                    |
| 同7号              | 387,800            |                    |
| 同8号              | 364,900            |                    |
| 同9号              | 341,600            |                    |
| 同10号             | 319,800            |                    |
| 同11号             | 304,700            |                    |
| 同12号             | 287,500            |                    |
| 同13号             | 277,300            |                    |
| 同14号             | 255,100            |                    |
| 同15号             | 246,200            |                    |
| 同16号             | 239,400            |                    |
| 同17号             | 233,400            |                    |

2012年4月から、月額10,000円から1,700円が減額された（判事補3号以下及び簡易裁判所判事8号以下は据え置き）。
2014年11月28日の裁判官の報酬等に関する法律の一部を改正する法律（法律第129号）の施行により、本法による俸給表の額（本俸）は同年4月に遡って引き上げとなり、支払済の報酬との差額が支払われた（法律第129号第1条による改正）。
同時に国家公務員給与制度全体の見直しに併せ、2015年4月からは、引き下げられた（法律第129号第2条による改正・最低額である判事補12号及び簡易裁判所判事17号は引上げ）。引き下げ分は、地域手当の引き上げにあてられる。
第3次安倍内閣提出の報酬改正案は全体的に昇給を図るものであったが、2016年1月20日に参議院で行われた採決では、投票総数234名のうち賛成が222票、反対が12票であった。

## 問題点
ハーバード大学法学部教授のJ.M.ラムゼイヤーらは1998年の論文で、日本では裁判官報酬の格差が激しく昇進が強い動機づけになることから、左遷を避けるために被告人の釈放が決定されることすらほとんどないということを指摘し、裁判官の独立が妨げられているであろうことを示している。
他方、澳門科技大学法学教授のV.ヤンらは、汚職防止活動をするNGOトランスペアレンシー・インターナショナルが発行する2007年世界汚職報告書に寄せた論文において、裁判官に対する十分な報酬は、一定の条件の下で汚職を防ぐ効果があるとみなされているとして、日本の裁判官の報酬制度に対する日本弁護士連合会の見解を引用する。
ただし、同論文では、これに続け、高額な報酬は逆の効果も生み得るとして、シンガポールの裁判官が受ける高額な報酬（米国の相当職の5倍と表現され、同論文の依拠する記事では、例えば、主席判事の年収は126万豪ドル（1997年）に相当するとされている。）が、「恒久的な賄賂」と呼ばれている例を挙げる。シンガポールの裁判官は、これまで裁判官の生活や収入を損ないかねないような判決をしておらず、「恒久的な賄賂」によって、裁判官の公平性が損なわれているのではないかといわれているというのである。
第2次安倍内閣は2014年4月に、史上初めて、人事院総裁に元裁判官である一宮なほみを任命した。

## 報酬額の推移
| 区分                   | 区分                   | 2010年 12月から | 2012年 4月から | 2014年 4月から | 2015年 4月から | 2015年 4月から | 2016年 4月から | 2017年 4月から | 2018年 4月から | 2019年 4月から | （参考）                   |
| ---------------------- | ---------------------- | --------------- | -------------- | -------------- | -------------- | -------------- | -------------- | -------------- | -------------- | -------------- | -------------------------- |
| 最高裁判所長官         | 最高裁判所長官         | 2,060,000円     | 2,050,000円    | 同左           | 2,009,000円    | 2,010,000円    | 同左           | 同左           | 同左           | 同左           | 特別職俸給（内閣総理大臣） |
| 最高裁判所判事         | 最高裁判所判事         | 1,503,000円     | 1,495,000円    | 同左           | 1,465,000円    | 1,466,000円    | 同左           | 同左           | 同左           | 同左           | 特別職俸給（国務大臣等）   |
| 東京高等裁判所長官     | 東京高等裁判所長官     | 1,441,000円     | 1,434,000円    | 同左           | 1,405,000円    | 1,406,000円    | 同左           | 同左           | 同左           | 同左           | 特別職俸給（副大臣等）     |
| その他の高等裁判所長官 | その他の高等裁判所長官 | 1,334,000円     | 1,328,000円    | 同左           | 1,301,000円    | 1,302,000円    | 同左           | 同左           | 同左           | 同左           |                            |
| 判事                   | 1号                    | 1,204,000円     | 1,198,000円    | 同左           | 1,174,000円    | 1,175,000円    | 同左           | 同左           | 同左           | 同左           | 指定職8号俸                |
| 判事                   | 2号                    | 1,060,000円     | 1,055,000円    | 同左           | 1,034,000円    | 1,035,000円    | 同左           | 同左           | 同左           | 同左           | 指定職6号俸                |
| 判事                   | 3号                    | 989,000円       | 984,000円      | 同左           | 964,000円      | 965,000円      | 同左           | 同左           | 同左           | 同左           | 指定職5号俸                |
| 判事                   | 4号                    | 838,000円       | 834,000円      | 同左           | 817,000円      | 818,000円      | 同左           | 同左           | 同左           | 同左           | 指定職3号俸                |
| 判事                   | 5号                    | 724,000円       | 720,000円      | 同左           | 705,000円      | 706,000円      | 同左           | 同左           | 同左           | 同左           | 指定職1号俸                |
| 判事                   | 6号                    | 650,000円       | 646,000円      | 同左           | 633,000円      | 634,000円      | 同左           | 同左           | 同左           | 同左           |                            |
| 判事                   | 7号                    | 688,000円       | 585,000円      | 同左           | 573,000円      | 574,000円      | 同左           | 同左           | 同左           | 同左           |                            |
| 判事                   | 8号                    | 529,000円       | 526,000円      | 同左           | 515,000円      | 516,000円      | 同左           | 同左           | 同左           | 同左           |                            |
| 判事補                 | 1号                    | 428,000円       | 426,900円      | 427,900円      | 419,200円      | 420,300円      | 420,700円      | 421,100円      | 421,500円      | 同左           |                            |
| 判事補                 | 2号                    | 394,200円       | 392,500円      | 393,500円      | 385,500円      | 386,600円      | 387,000円      | 387,400円      | 387,800円      | 同左           |                            |
| 判事補                 | 3号                    | 368,900円       | 同左           | 370,000円      | 362,600円      | 363,700円      | 364,100円      | 364,500円      | 364,900円      | 同左           |                            |
| 判事補                 | 4号                    | 345,100円       | 同左           | 346,200円      | 339,300円      | 340,400円      | 340,800円      | 341,200円      | 341,600円      | 同左           |                            |
| 判事補                 | 5号                    | 322,200円       | 同左           | 323,500円      | 317,000円      | 318,200円      | 318,700円      | 319,200円      | 319,800円      | 同左           |                            |
| 判事補                 | 6号                    | 306,400円       | 同左           | 307,800円      | 301,700円      | 302,900円      | 303,500円      | 304,100円      | 304,700円      | 同左           |                            |
| 判事補                 | 7号                    | 288,200円       | 同左           | 289,700円      | 284,100円      | 285,300円      | 286,000円      | 286,800円      | 287,500円      | 同左           |                            |
| 判事補                 | 8号                    | 277,600円       | 同左           | 279,100円      | 273,700円      | 274,900円      | 275,700円      | 276,500円      | 277,300円      | 277,600円      |                            |
| 判事補                 | 9号                    | 253,800円       | 同左           | 255,400円      | 250,400円      | 252,000円      | 253,200円      | 254,100円      | 255,100円      | 256,300円      |                            |
| 判事補                 | 10号                   | 244,800円       | 同左           | 246,400円      | 241,500円      | 243,100円      | 244,300円      | 244,300円      | 246,200円      | 247,400円      |                            |
| 判事補                 | 11号                   | 234,300円       | 同左           | 236,000円      | 234,000円      | 236,200円      | 237,600円      | 238,500円      | 239,400円      | 240,300円      |                            |
| 判事補                 | 12号                   | 227,000円       | 同左           | 228,700円      | 227,500円      | 229,900円      | 231,400円      | 232,400円      | 233,400円      | 234,900円      |                            |
| 簡易裁判所判事         | 1号                    | 838,000円       | 834,000円      | 同左           | 817,000円      | 818,000円      | 同左           | 同左           | 同左           | 同左           | 判事4号                    |
| 簡易裁判所判事         | 2号                    | 724,000円       | 720,000円      | 同左           | 705,000円      | 706,000円      | 同左           | 同左           | 同左           | 同左           | 判事5号                    |
| 簡易裁判所判事         | 3号                    | 650,000円       | 646,000円      | 同左           | 633,000円      | 634,000円      | 同左           | 同左           | 同左           | 同左           | 判事6号                    |
| 簡易裁判所判事         | 4号                    | 588,000円       | 585,000円      | 同左           | 573,000円      | 574,000円      | 同左           | 同左           | 同左           | 同左           | 判事7号                    |
| 簡易裁判所判事         | 5号                    | 446,700円       | 444,700円      | 445,700円      | 436,600円      | 437,700円      | 438,100円      | 438,500円      | 438,900円      | 同左           |                            |
| 簡易裁判所判事         | 6号                    | 428,800円       | 426,900円      | 427,900円      | 419,200円      | 420,300円      | 420,700円      | 421,100円      | 421,500円      | 同左           | 判事補1号                  |
| 簡易裁判所判事         | 7号                    | 394,200円       | 392,500円      | 393,500円      | 385,500円      | 386,600円      | 387,000円      | 387,400円      | 387,800円      | 同左           | 判事補2号                  |
| 簡易裁判所判事         | 8号                    | 368,900円       | 同左           | 370,000円      | 362,600円      | 363,700円      | 364,100円      | 364,900円      | 364,900円      | 同左           | 判事補3号                  |
| 簡易裁判所判事         | 9号                    | 345,100円       | 同左           | 346,200円      | 339,300円      | 340,400円      | 340,800円      | 341,200円      | 341,600円      | 同左           | 判事補4号                  |
| 簡易裁判所判事         | 10号                   | 322,200円       | 同左           | 323,500円      | 317,000円      | 318,200円      | 318,700円      | 319,200円      | 319,800円      | 同左           | 判事補5号                  |
| 簡易裁判所判事         | 11号                   | 306,400円       | 同左           | 307,800円      | 301,700円      | 302,900円      | 303,500円      | 304,100円      | 304,700円      | 同左           | 判事補6号                  |
| 簡易裁判所判事         | 12号                   | 288,200円       | 同左           | 289,700円      | 284,100円      | 285,300円      | 286,000円      | 286,800円      | 287,500円      | 同左           | 判事補7号                  |
| 簡易裁判所判事         | 13号                   | 277,600円       | 同左           | 279,100円      | 273,700円      | 274,900円      | 275,700円      | 276,500円      | 277,300円      | 277,600円      | 判事補8号                  |
| 簡易裁判所判事         | 14号                   | 253,800円       | 同左           | 255,400円      | 250,400円      | 252,000円      | 253,200円      | 254,100円      | 255,100円      | 256,300円      | 判事補9号                  |
| 簡易裁判所判事         | 15号                   | 244,800円       | 同左           | 246,400円      | 241,500円      | 243,100円      | 244,300円      | 244,300円      | 246,200円      | 247,400円      | 判事補10号                 |
| 簡易裁判所判事         | 16号                   | 234,300円       | 同左           | 236,000円      | 234,000円      | 236,200円      | 237,600円      | 238,500円      | 239,400円      | 240,300円      | 判事補11号                 |
| 簡易裁判所判事         | 17号                   | 227,000円       | 同左           | 228,700円      | 227,500円      | 229,900円      | 231,400円      | 232,400円      | 233,400円      | 234,900円      | 判事補12号                 |